# Bernardo de Balbuena
Bernardo de Balbuena, född den 20 november 1568, död den 11 oktober 1627, var en spansk diktare och biskop.
Balbuena skrev bland annat en herderoman, som utmärker sig för större realism än övrig samtida pastoraldiktning, El siglo de oro en las selvas de Erifile (1608).